# 乌斯-叙藏
乌斯-叙藏（法語：Ousse-Suzan，法語發音：[us syzɑ̃]）是法国朗德省的一个市镇，属于蒙德马桑区。该市镇于1846年由原市镇乌斯（Ousse）和叙藏（Suzan）合并而成。

## 地理
乌斯-叙藏（43°57'21"N, 0°45'43"W）面积24.48 平方千米，位于法国新阿基坦大区朗德省，该省份为法国西南部沿海省份，是法國本土面积第二大的省，北起吉倫特省，西临大西洋，南至大西洋比利牛斯省，东临热尔省，东北与洛特-加龍省接壤。
与乌斯-叙藏接壤的市镇（或旧市镇、城区）包括：贝隆格、圣马丹多内、圣亚根、维勒纳沃、伊戈圣萨蒂尔南。

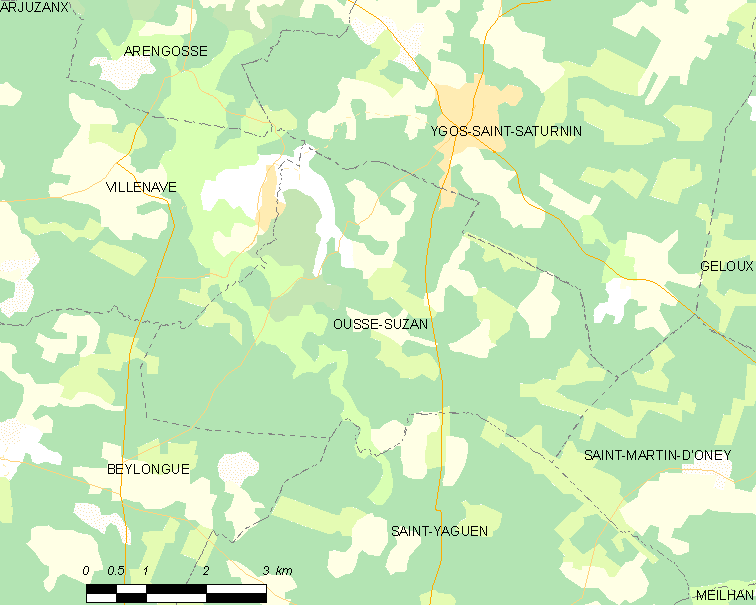
乌斯-叙藏的OSM定位图

乌斯-叙藏的时区为UTC+01:00、UTC+02:00（夏令时）。

## 行政
乌斯-叙藏的邮政编码为40110，INSEE市镇编码为40215。

## 政治
乌斯-叙藏所属的省级选区为莫尔桑克斯-塔尔塔斯地区县。

## 人口

1962-2008年间乌斯-叙藏人口变化图示

乌斯-叙藏于2022年1月1日时的人口数量为285人。